# 藤森兼明
藤森 兼明（ふじもり かねあき、1935年 - ）は、日本の洋画家。富山県砺波市出身。
日展内閣総理大臣賞・芸術院賞受賞。日展顧問、光風会理事長、金沢美術工芸大学非常勤講師、日本芸術院会員。

## 略歴
- 1935年 - 富山県砺波市庄川町に生まれる。
- 1954年 - 富山県立高岡工芸高等学校図案絵画科卒業
- 1958年 - 金沢美術工芸大学洋画科卒業。高光一也に師事。大学在学中の1952年に日展初入選。
- 1980年 - 第12回日展・特選(洋画）受賞[1]
- 1984年 - 第16回日展・特選(洋画）受賞[1]
- 1989年 - 愛知県芸術文化選奨文化賞受賞
- 1996年 - 日展会員となる。
- 2001年 - 第33回日展にて日展会員賞受賞[2]
- 2002年 - 紺綬褒章受章（以後4回受章）
- 2004年 - 第36回日展にて内閣総理大臣賞受賞[3]。作品 : 「アドレーション・デミトリオス」。
- 2007年 - 第39回日展に「アドレーション・サンビターレ」を出品[4]、この作品により日本芸術院賞を受賞[5]。
- 2008年 - 12月15日[注 1]に日本芸術院会員となる[6]。第41回東海テレビ文化賞受賞。
- 2009年 - 第62回中日文化賞受賞[7]
- 2010年 - 北日本新聞文化賞受賞
- 2021年 - 文化庁長官感謝状授与
- 2023年 - 旭日中綬章受章[8][9]